# Fonction publique en Algérie
Pour les autres articles nationaux ou selon les autres juridictions, voir fonction publique.
La fonction publique algérienne regroupe l'ensemble des fonctionnaires d'Algérie. On y accède sur concours, la nationalité algérienne est obligatoire. 
Fin 2022, la fonction publique algérienne comptait 2.8 millions de fonctionnaires. 